# Fritz Weiberg
Fritz Weiberg (* 11. Dezember 1900 in Braunschweig; † 15. September 1977 in Wolfsburg) war ein deutscher Gewerkschafter und niedersächsischer Politiker der SPD.

## Leben
Weiberg besuchte die Mittelschule in Bernburg (Saale). Nach dem Abschluss der Handelsschule erlernte er einen Beruf als Molkereifacharbeiter und setzte seine Ausbildung am Institut für Gärungsgewerbe in Berlin fort. Von 1923 bis 1933 war er Betriebsrat und Funktionär des Fabrikarbeiterverbandes. Beruflich war er als Betriebsleiter in verschiedenen Unternehmen der Nahrungsmittelbranche tätig und machte mehrere für diesen Industriebereich wertvolle Erfindungen. 1934 machte er bei der Versuchs- und Lehranstalt für Spiritusfabrikation sein Examen als Brennerei-Ingenieur und wurde Betriebsleiter in unterschiedlichen Betrieben. 1943 hatte er die Flockenfabrik in Vorsfelde und in Croya übernommen, ehe er 1945 bis 1964 als Direktor die genossenschaftlich organisierte Braunschweiger Konservenfabrik Vorsfelde übernahm.
Nach der Beseitigung des Nazi-Regimes war Weiberg Mitglied des ernannten und des gewählten Kreistages und Landrat des Landkreises Helmstedt sowie Mitglied des Niedersächsischen Landtages der 1. und 2. Wahlperiode vom 20. April 1947 bis zum 5. Mai 1955; vom 22. Februar 1950 bis zum 30. April 1951 war er Vorsitzender des Ausschusses für Ernährung, Landwirtschaft und Forsten. Er war von 1946 bis 1968 als Landrat tätig und zeitweise auch amtierender Bürgermeister seines Wohnortes, der damaligen Stadt Vorsfelde (heute Wolfsburg). Weiberg setzte sich insbesondere für die Lösung sozialer Probleme in der Nachkriegszeit ein, zu denen die Eingliederung der Heimatvertriebenen und Flüchtlingsfamilien sowie die Beseitigung der Wohnungsnot gehörten. Er war im Wechsel mit Max Valentin zeitweise Vorsfelder Bürgermeister und setzte sich als Landrat im Helmstedter Kreistag für Vorsfelder Belange (Wohnungsbau, Allersee, Wasserversorgung, Zonengrenzbezirk) ein. Zudem war er Mitbegründer der Wohnungsbau- und Kleinsiedlungs GmbH Helmstedt.

## Ehrungen

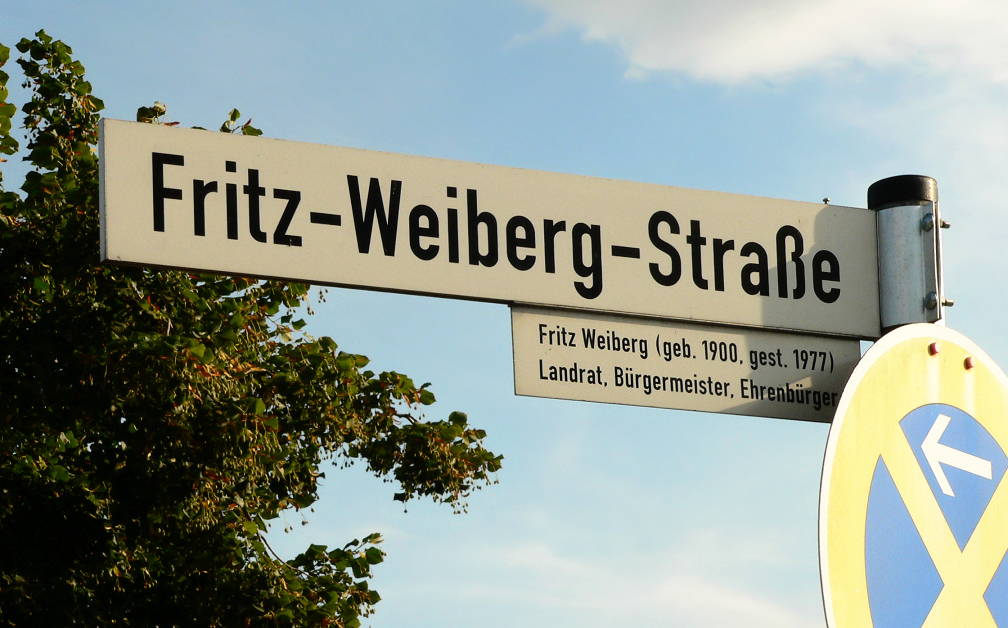
Nach ihm benannte Straße in Vorsfelde

- Weiberg war Träger des Bundesverdienstkreuzes Erster Klasse und des Verdienstkreuzes des Niedersächsischen Verdienstordens.
- Die Stadt Vorsfelde verlieh ihm am 16. Mai 1965 vor ihrer Eingemeindung nach Wolfsburg 1972 das Ehrenbürgerrecht.[2]
- Nach Fritz Weiberg ist eine Straße in Vorsfelde benannt.